# Бедфорд (Массачусетс)
Бедфорд (англ. Bedford) — місто (англ. town) в США, в окрузі Міддлсекс штату Массачусетс. Населення — 14 383 особи (2020).

## Демографія
Згідно з переписом 2010 року, у місті мешкало 13 320 осіб у 5130 домогосподарствах у складі 3618 родин. Було 5368 помешкань
Расовий склад населення:
| - 85,9 % — білих - 9,4 % — азіатів - 2,3 % — чорних або афроамериканців - 0,1 % — вихідців з тихоокеанських островів - 0,1 % — корінних американців |

До двох чи більше рас належало 1,8 %. Частка іспаномовних становила 2,7 % від усіх жителів.
За віковим діапазоном населення розподілялося таким чином: 23,3 % — особи молодші 18 років, 58,1 % — особи у віці 18—64 років, 18,6 % — особи у віці 65 років та старші. Медіана віку мешканця становила 45,1 року. На 100 осіб жіночої статі у місті припадало 99,8 чоловіків;  на 100 жінок у віці від 18 років та старших — 98,0 чоловіків також старших 18 років.
Середній дохід на одне домашнє господарство  становив 153 074 долари США (медіана — 125 208), а середній дохід на одну сім'ю — 170 594 долари (медіана — 149 358). Медіана доходів становила 106 716 доларів для чоловіків та 75 685 доларів для жінок. За межею бідності перебувало 2,5 % осіб, у тому числі 1,0 % дітей у віці до 18 років та 5,1 % осіб у віці 65 років та старших.
Цивільне працевлаштоване населення становило 7084 особи. Основні галузі зайнятості: освіта, охорона здоров'я та соціальна допомога — 28,7 %, науковці, спеціалісти, менеджери — 27,6 %, виробництво — 14,1 %, мистецтво, розваги та відпочинок — 6,7 %.